# بيت أفيسنيس
عائلة أفيسنيس لعبت دوراً مهماً أثناء العصور الوسطى. وترجع أصول العائلة إلى شمال فرنسا في القرية الصغيرة أفيسنيس سور هيلب.

## مزيد من القراءة
- Adrien-Joseph Michaux, Chronologie historique des seigneurs de la terre et pairie d'Avesnes, Office d'édition et de diffusion du livre d'histoire, Paris, 1994 36103867.